# Torrecampo
Torrecampo is een gemeente in de Spaanse provincie Córdoba in de regio Andalusië met een oppervlakte van 197 km². In 2007 telde Torrecampo 1307 inwoners.

## Demografische ontwikkeling
Bron: INE, 1857-2011: volkstellingen